# Jacques Vandier
Jacques Vandier d'Abbadie, conosciuto anche come Jacques Vandier (Haubourdin, 28 ottobre 1904 – Parigi, 15 ottobre 1973), è stato un egittologo francese, conservatore delle antichità egizie del Louvre dal 1936 al 1945 e marito di Jeanne Marie Thérèse Vandier d'Abbadie.

## Opere
- Tombes de Deir el-Médineh. La tombe de Nefer-Abou, con Jeanne Marie Thérèse Vandier d'Abbadie, Mémoires de l'institut français d'archéologie orientale (MIFAO), no 69, 1935
- La famine dans l'Égypte ancienne, RAPH 7, IFAO, Le Caire, 1936 - Ayer Publishing, (postumo) gennaio 1980 (ISBN 9780405123993)
- Étienne Drioton, L'Égypte - Des origines à la conquête d'Alexandre, PUF, Parigi, 1938.
- Les anciennes religions orientales, Tome I : La religion égyptienne, con Henri-Charles Puech e René Dussaud, PUF, 1944 e 1949
- La sculpture égyptienne, con Paule Kriéger e Arnold Rosin, Parigi, Éditions Fernand Hazan, 1951 e 1970
- Manuel d'archéologie égyptienne, 1952-1964 :
  - Manuel d'archéologie égyptienne, vol. 1 : Les époques de formation - La préhistoire, A. et J. Picard, 1952 (réimpr. 1983) (ISBN 9782708401600)
  - Manuel d'archéologie égyptienne, vol. 2 : Les époques de formation - Les trois premières dynasties, A. et J. Picard (réimpr. 1983) (ISBN 9782708401617)
  - Manuel d'archéologie égyptienne, vol. 3 : Les grandes époques. L'architecture funéraire, A. et J. Picard, 1954
  - Manuel d'archéologie égyptienne, vol. 4 : Les grandes époques. L'architecture religieuse et civile, A. et J. Picard, 1955
  - Manuel d'archéologie égyptienne, vol. 5-6 : Les grandes époques. La statuaire, A. et J. Picard, 1958
  - Manuel d'archéologie égyptienne, vol. 7-8 : Bas-reliefs et peintures. Scènes de la vie quotidienne I, A. et J. Picard, 1958 (réimpr. 1983) (ISBN 9782708401662)
  - Manuel d'archéologie égyptienne, vol. 9-10 : Bas-reliefs et peintures. Scènes de la vie quotidienne II, A. et J. Picard, Décembre 1969 (réimpr. 1983) (ISBN 9782708400153),
  - Manuel d'archéologie égyptienne, vol. 11 : Bas-reliefs et peintures. Scènes de la vie agricole à l'ancien et au moyen empire, A. et J. Picard, 1978.
- Le Papyrus Jumilhac, Parigi, CNRS, 1961 - Ayer Publishing, 1979.